# Saint-Hilaire-lez-Cambrai
 Saint-Hilaire-lez-Cambrai  es una población y comuna francesa, en la región de Norte-Paso de Calais, departamento de Norte, en el distrito de Cambrai y cantón de Carnières.

## Demografía
| 1,917 | 1,840 | 1,718 | 1,688 | 1,656 | 1,632 |
| Para los censos de 1962 a 1999 la población legal corresponde a la población sin duplicidades (Fuente: INSEE [Consultar]) |       |       |       |       |       |